# Sándor Nyíri

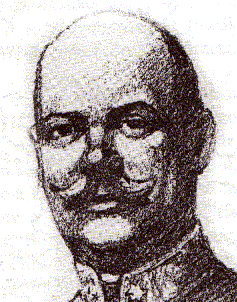
Sándor Nyiri

Sándor Nyíri (Székely, 17 november 1854 – Wenen, 5 mei 1911) was een Hongaars legerofficier en politicus, die van 1903 tot 1905 de functie van Hongaars minister van Defensie uitoefende in de regering-István Tisza I. In 1878 was hij betrokken bij de Oostenrijks-Hongaarse annexatie van Bosnië-Herzegovina. Vanaf 1899 was hij commandant van Ludovika-academie. In 1905 won hij bij de verkiezingen een zetel als lid van het Huis van Afgevaardigden voor de Liberale Partij. Op 19 februari 1906 ontbond hij de Rijksdag door middel van de Honvéd, als laatste wapenfeit van de Hongaarse crisis.